# 알로이시오 곤자가
성 알로이시오 곤자가(이탈리아어: Luigi Gonzaga, 라틴어: Sanctus Aloisius Gonzaga, 1568년 3월 9일 - 1591년 6월 21일)는 이탈리아의 예수회의 회원이자 로마 가톨릭교회 성인이다. 축일은 6월 21일이다.

## 같이 보기
- 이탈리아의 로마 가톨릭교회